# 影 (2016年電影)
《影》（Of Shadows）是一個關於中國甘肅省環縣一個小皮影劇團成員在鄉間演出的紀錄片。本片2016年在鹿特丹影展首映，並在法國真實電影節獲獎。本片也入圍了2016年台灣國際紀錄片影展的「華人紀錄片獎」。

## 外部連結
- Imdb簡介 （页面存档备份，存于）